# 武吉甘蜜
武吉甘蜜是马来西亚柔佛州東甲縣的一个鎮區，於2003年被列為城鎮。
在60至70年代，武吉甘密鎮因其商店結構像牛仔聚居地而被稱為牛仔鎮。

## 設施

### 商業
- BHPetrol
- 國油
- 現代超市
- Big 10 Freshmart

### 教育
- 武吉甘蜜國中
- Simpang 5 Pekan國小
- Simpang 5 Darat國小
- 盛港國小
- 武吉甘蜜國小
- 建國學校（華小）
- 新港國民學校（華小）
- 三育學校（華小）
- 里亞德·馬阿里夫伊斯蘭教學校（Madrasah Riyaad Al-Maa'rif）

### 宗教
- 天雲寺
- 寶靈宮
- 馬來村清真寺（Masjid Kampung Melayu Raya）
- 佳密清真寺（Masjid Jamek）

## 交通
- 乘搭柔佛公共交通机构（PAJ）TK002號巴士抵達。
- 乘搭Causeway Link 66號巴士抵達。
- 駕車從2號高速公路駛達。